# روتسولر
شهر روتسولر (به فرانسوی: Rotselaar) در ناحیه اداری لوان  در استان فلومیش بربان  در منطقه فلاندری در کشور بلژیک واقع شده‌است.